# Gryon mudugeriense
Gryon mudugeriense är en stekelart som beskrevs av Sharma 1982. Gryon mudugeriense ingår i släktet Gryon och familjen Scelionidae. Inga underarter finns listade i Catalogue of Life.